# Hebei
Lo Hebei, (; in cinese: 河北; romanizzazione pinyin: Héběi) è una provincia del nord della Repubblica Popolare Cinese. L'abbreviazione del nome è "冀" (pinyin: jì), nome che deriva dalla provincia di Ji (冀州 Jì Zhōu), una provincia della Dinastia Han che incluse lo Hebei del sud. 'Hebei' significa “al nord del fiume (giallo)".
Il nome dello Hebei prima del 1928 era Zhili (cinese tradizionale: 直隸; cinese semplificato: 直隶; hanyu pinyin: Zhílì; Wade-Giles: il Chih-Li), che significava “direttamente governato (dalla corte imperiale)".
Lo Hebei circonda completamente le municipalità di Tientsin e di Pechino (che tra l'altro confinano l'una con l'altra). Confina con il Liaoning a nordest, con la Mongolia Interna  a nordovest, con lo Shanxi ad ovest, con lo Henan al sud e con lo Shandong a sudest. La baia di Bohai del Mar Giallo si trova ad est. Una piccola parte dello Hebei, un'exclave disgiunta dal resto della provincia, è incuneata fra le municipalità di Pechino e Tientsin.
Un nome comune dell'Hebei è Yānzhào (燕赵), derivante dai due stati (lo Stato di Yan e lo Stato di Zhao) che esisterono nel periodo dei regni combattenti.

## Storia
Nelle pianure dello Hebei viveva l'Uomo di Pechino, una variante di Homo erectus che visse nella zona tra 700.000 e 200.000 anni fa.
Durante il Periodo delle primavere e degli autunni (722 a.C. - 476 d.C.), l'Hebei era diviso tra i regni di Yan (燕) a nord e di Jin (晉) nel sud. Inoltre durante questo periodo, una popolazione nomade conosciuta col nome di Dí (狄), invase le pianure della Cina del Nord e vi stabilì lo Stato di Zhongshan (中山) nello Hebei centrale. Durante il periodo dei regni combattenti (453 a.C. - 221 d.C.), lo Stato di Jin fu diviso e buona parte del territorio dello Hebei cadde sotto il controllo dello Stato di Zhao (赵).
La Dinastia Qin unificò la Cina nel 221 a.C.  La Dinastia Han (206 a.C.- 220 d.C.) regnò sulla zona che al tempo era divisa in due province: la Provincia di Youzhou (幽州) nel nord e la Provincia di Jizhou (冀州) nel sud. Alla fine della Dinastia Han, la maggior parte dello Hebei cadde sotto il controllo degli egemoni locali: Gongsun Zan nel nord e Yuan Shao nel sud. Yuan Shao prevalse su Gongsun Zan, ma fu presto sconfitto dal rivale Cáo Cāo (le cui basi erano nell'odierno Henan) nella Battaglia di Guandu nel 200. L'Hebei passò allora sotto la dominazione del Regno Wei (uno dei tre regni), fondato da uno dei discendenti di Cao Cao.

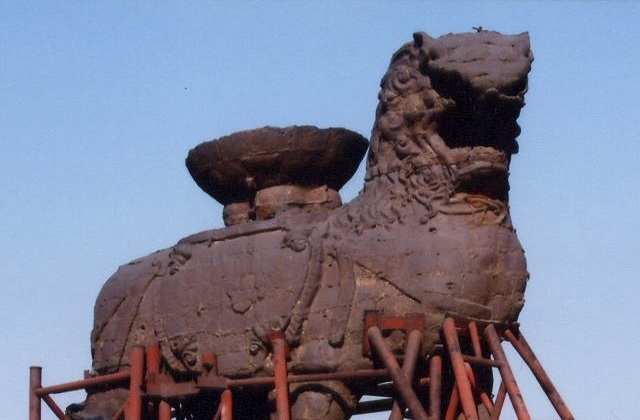
Un leone in ferro di 1500 anni Cangzhou.

Dopo le invasioni delle popolazioni nomadi del nord, verso la fine della Dinastia Jin occidentale, seguì un periodo di caos: il Periodo dei sedici regni e delle Dinastie del nord. Lo Hopei passò da dominazione a dominazione trovandosi controllato di volta in volta dai Zhao posteriori, dagli Yan anteriori, dai Qin anteriori e dagli Yan posteriori. I Wei Settentrionali riunificarono la Cina del Nord nel 440. Con la divisione in due del regno nel 534, lo Hebei si ritrovò nella metà orientale (prima Wei orientale, poi Qi del nord), e aveva come capitale Ye (鄴), vicino all'odierno Linzhang, Hebei. La Dinastia Sui ristabilì l'unità della Cina nel 589.
Durante la Dinastia Tang (618 - 907) la zona fu indicata formalmente, per la prima volta, col nome di "Hebei" (a nord del Fiume Giallo). Durante la prima parte del Periodo delle Cinque dinastie e dieci regni, lo Hebei fu diviso in più regni, finché poi fu unificato da Li Cunxu, che regnò durante il periodo della Tarda Dinastia Tang (923 - 936). La dinastia seguente, quella dei Tardi Jin (sotto Shi Jingtang), successivamente noto come l'Imperatore Gaozu dei Jin posteriori, cedette gran parte dell'odierno Hebei del nord alla Dinastia di Khitan Liao nel nord. Questo territorio, denominato le sedici prefetture di Yanyun, si trasformò in un gran problema per la difesa della Cina contro i Kitai nel secolo successivo in quanto, in questa zona si trovava la Grande Muraglia.
Durante la Dinastia dei Sung Settentrionali (960 - 1127), le sedici prefetture cedute continuarono ad essere una zona di conflitto tra la Cina dei Sung e la Dinastia Liao. La Dinastia Sung abbandonò, nel 1127, tutta la Cina del nord, compreso lo Hebei, alla Dinastia Jīn (1115-1234).

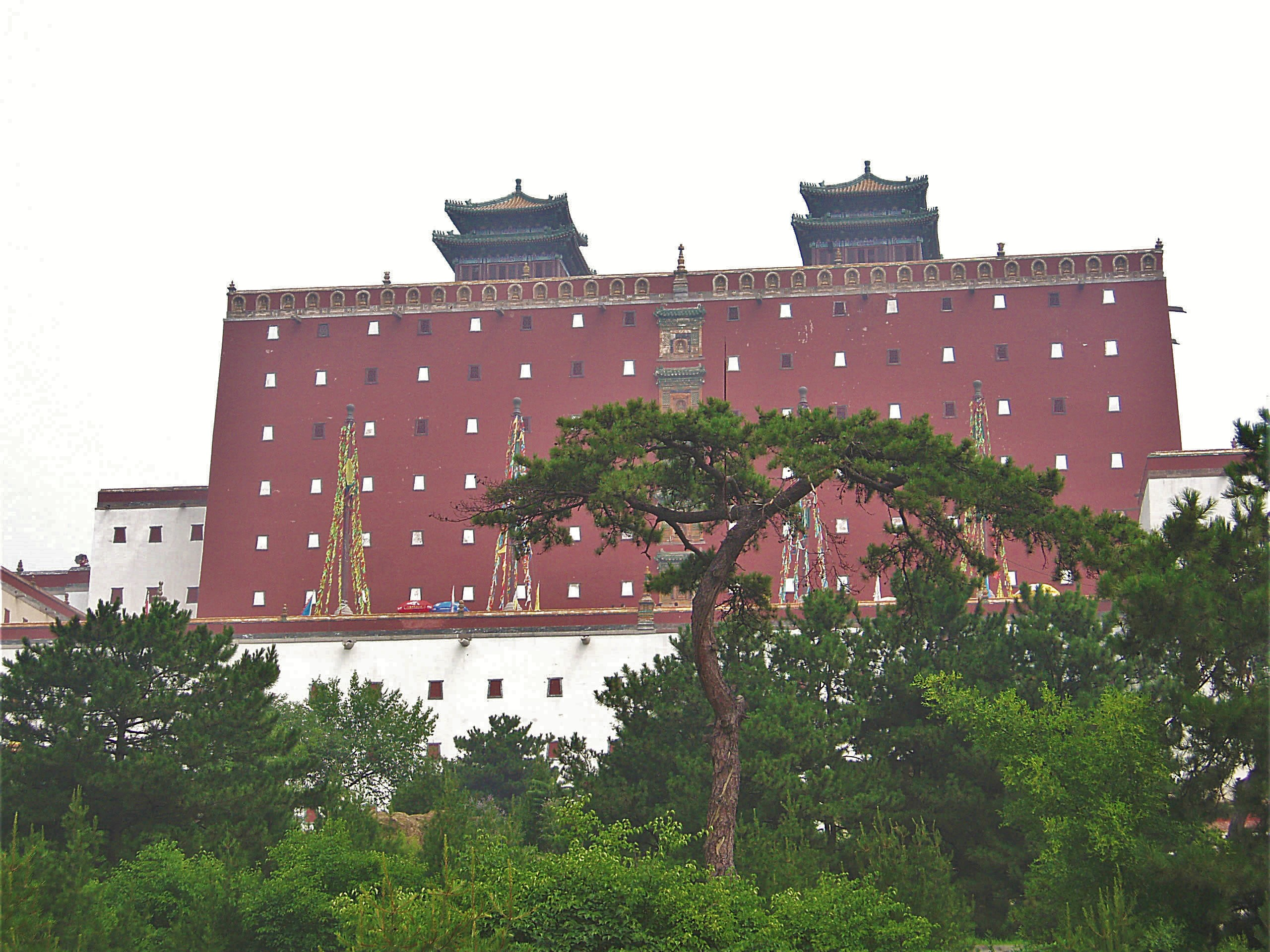
Il Tempio Putuo Zongcheng di Chengde, Hopei, costruito nel 1771 durante il regno dell'Imperatore Qianlong.

È molto probabile che nel 1331 l'epidemia di peste nera che 16 anni più tardi arriverà in Europa, sia partita da qui 
La Dinastia Yuan divise la Cina in varie province ma lo Hebei non fu considerato tale. La Dinastia Ming chiamò lo Hebei col nome "Beizhili" (北直隸, pinyin: Běizhílì), che significa “il nord governato direttamente (dalla corte imperiale)", poiché la zona comprendeva la capitale imperiale, Pechino, dalla quale era governata direttamente. Nel nome era specificato in modo chiaro il termine "nord" per differenziare la regione dalla controparte del sud che si trovava approssimativamente nelle attuali province del Jiangsu e dello Anhui. Quando la Dinastia Qing andò al potere nel 1644, la controparte dello Hebei nel sud venne eliminata, così lo Hopei da allora venne chiamato semplicemente "Zhili" (governato direttamente). Durante la Dinastia Qing, i confini nord di Zhili si estero in profondità nella Mongolia interna e la sua giurisdizione si sovrappose a quella delle leghe della Mongolia interna.
La Dinastia Qing cadde nel 1912 e fu sostituita dalla Repubblica di Cina. In alcuni anni, la Cina sprofondò nella guerra civile, con i signori della guerra locali che si battevano per il potere. Data la vicinanza della Cricca di Zhili alla capitale Pechino (Beijing), era luogo di frequenti guerre, compresa la Guerra di Zhiwan, la Prima guerra di Zhifeng e la Seconda guerra di Zhifeng. Con il successo della Spedizione del Nord, una campagna vittoriosa del Kuomintang per porre fine al dominio dei signori della guerra, la capitale fu spostata da Pechino (Beijing) a Nanchino (Nanjing). Di conseguenza, il nome di Zhili fu cambiato in Hebei per riflettere che la regione ora aveva ora uno status normale e che la capitale era stata spostata altrove.
Dopo la fondazione della Repubblica Popolare Cinese l'Hebei ha conosciuto grandi cambiamenti: la regione intorno a Chengde, precedentemente parte della Provincia di Rehe (parte storicamente appartenuta alla Manciuria) e la regione intorno a Zhangjiakou, precedentemente parte della Provincia di Chahar (zona storicamente appartenuta alla Mongolia interna), sono state fuse nello Hebei, che ha esteso così i suoi confini verso il nord oltre la Grande Muraglia. La capitale della regione inoltre è stata spostata da Baoding verso la città di Shijiazhuang e, per un breve periodo, a Tientsin.
Il 28 luglio 1976, Tangshan è stata colpito da un fortissimo, il Terremoto di Tangshan(唐山地震), che ha provocato 240.000 vittime. Una serie di più piccoli terremoti ha colpito la città durante il decennio seguente.
Nel 2005, gli archeologi cinesi hanno scoperto la cosiddetta Pompei cinese. Il ritrovamento in questione, compiuto nei pressi del villaggio di Liumengchun (柳孟春村) nella Contea di Cang nell'Hebei centro-orientale, è un insediamento distrutto probabilmente da un terremoto di vaste dimensioni, e sepolto per circa 700 anni. Il sito sembra essere stato un grande centro commerciale durante la dinastia Sung.

## Geografia fisica
La maggior parte dello Hebei centrale e del sud si trova all'interno della Pianura del Nord della Cina. La parte occidentale dell'Hebei sale verso il Monte Taihang (Taihangshan), mentre il Monte Yan (Yanshan) attraversa il nord dell'Hebei oltre il quale si estendono i pascoli della Mongolia interna. La Grande Muraglia Cinese taglia da est a ovest la provincia, entrando per un tratto nella municipalità di Pechino, e terminando sul litorale di Shanhaiguan nel nordest dell'Hebei. La montagna più alta è Xiaowutai nell'Hebei nordoccidentale, con un'altezza di 2882 m.
L'Hebei fiancheggia il Mare di Bohai sull'est. Il bacino del fiume Hai He (Haihe) copre gran parte della zona centrale e meridionale della provincia, mentre il bacino del fiume Luan interessa soprattutto il nordest. Il più grande lago dello Hebei è Baiyangdian, situato principalmente nella Contea di Anxin.
Lo Hebei ha un clima continentale monsonico, con le temperature che vanno da -16 °C - -3 °C in gennaio a 20 °C - 27 °C in luglio e con precipitazioni annue pari a 400 - 800 millimetri (concentrate soprattutto nella stagione estiva).

## Geografia antropica

### Suddivisioni amministrative

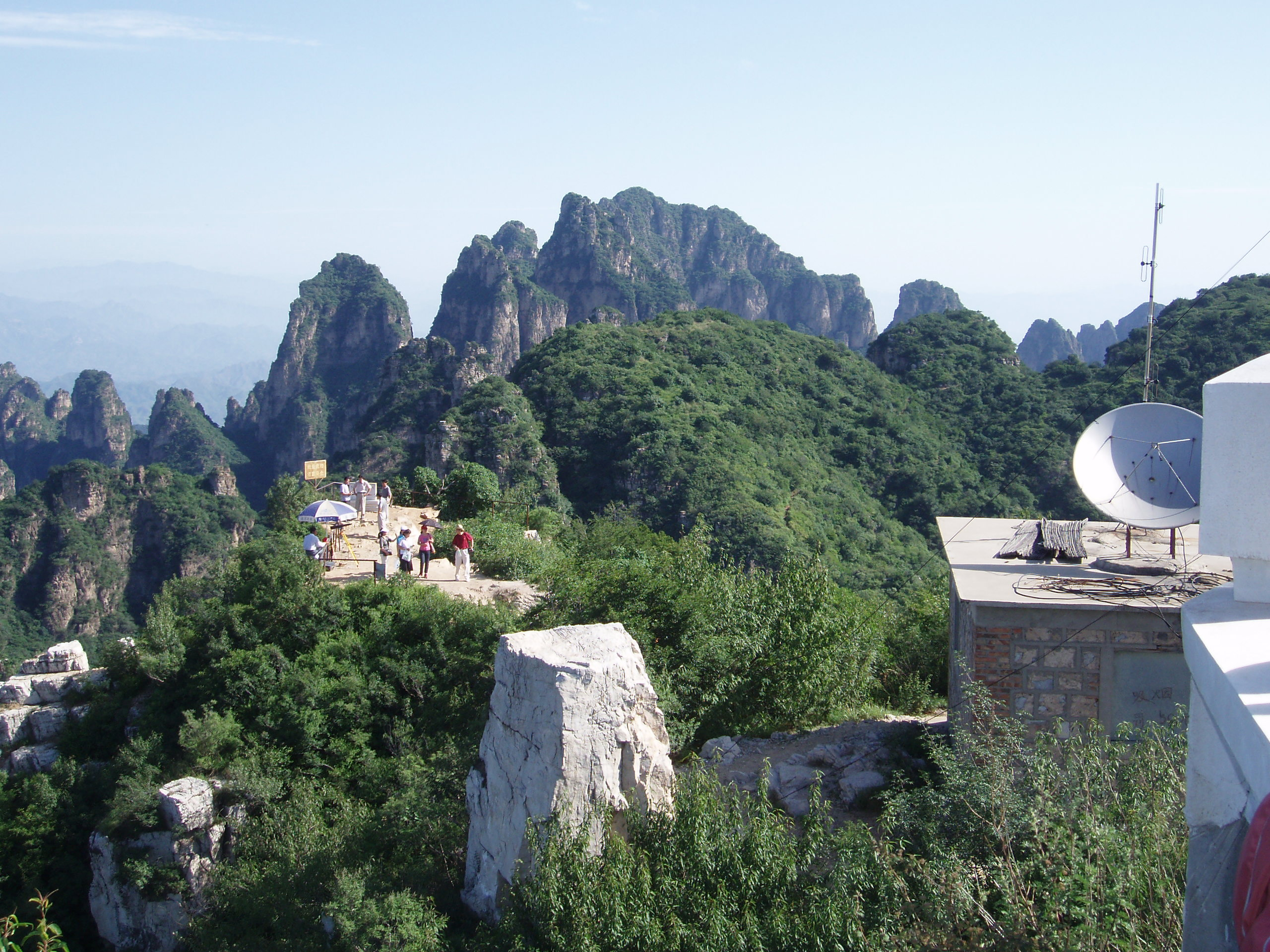
Langyashan (Montagna a dente di Lupo), nella Contea di Yi, Hebei.

L'Hebei è diviso in 11 città con status di prefettura:
| Città              |                       | Popolazione 2006 |
| ------------------ | --------------------- | ---------------- |
| 1. Shijiazhuang    | 石家庄 (Shíjiāzhuāng) | 2 080 120        |
| 2. Tangshan        | 唐山 (Tángshān)       | 1 610 214        |
| 3. Handan          | 邯郸 (Hándān)         | 1 309 601        |
| 4. Baoding         | 保定(Bǎodìng)         | 1 027 984        |
| 5. Qinhuangdao     | 秦皇岛 (Qínhuángdǎo)  | 777 519          |
| 6. Langfang (Anci) | 廊坊 (Lángfáng)       | 726 100          |
| 7. Zhangjiakou     | 张家囗 (Zhāngjiākǒu)  | 726 070          |
| 8. Xingtai         | 形台 (Xíngtái)        | 639 939          |
| 9. Chengde         | 承德市 (Chéngdé)      | 602 090          |
| 10. Cangzhou       | 沧州 (Cāngzhōu)       | 544 887          |
| 11. Hengshui       | 衡水 (Héngshuǐ)       | 465 318          |

Fonte: World Gazetteer
Mappa della suddivisione amministrativa della provincia di Hopei
| Mappa | #            | Nome     | Hanzi            | Hanyu pinyin         | Amministrazione |
| ----- | ------------ | -------- | ---------------- | -------------------- | --------------- |
|       |              |          |                  |                      |                 |
| 1     | Shijiazhuang | 石家莊市 | Shíjiāzhuāng Shì | Chang'an Distretto   |                 |
| 2     | Baoding      | 保定市   | Bǎodìng Shì      | Xinshi Distretto     |                 |
| 3     | Cangzhou     | 滄州市   | Cāngzhōu Shì     | Yunhe Distretto      |                 |
| 4     | Chengde      | 承德市   | Chéngdé Shì      | Shuangqiao Distretto |                 |
| 5     | Handan       | 邯鄲市   | Hándān Shì       | Hanshan Distretto    |                 |
| 6     | Hengshui     | 衡水市   | Héngshǔi Shì     | Taocheng Distretto   |                 |
| 7     | Langfang     | 廊坊市   | Lángfāng Shì     | Anci Distretto       |                 |
| 8     | Qinhuangdao  | 秦皇島市 | Qínhuángdǎo Shì  | Haigang Distretto    |                 |
| 9     | Tangshan     | 唐山市   | Tángshān Shì     | Lunan Distretto      |                 |
| 10    | Xingtai      | 邢台市   | Xíngtái Shì      | Qiaodong Distretto   |                 |
| 11    | Zhangjiakou  | 張家口市 | Zhāngjiākǒu Shì  | Qiaoxi Distretto     |                 |

Queste si suddividono a loro volta in 172 contee (22 città con status di contea, 108 contee, 6 contee autonome e 36 distretti). Questi sono, a loro volta, divisi in 2207 città e comuni (1 ufficio pubblico del distretto, 937 città, 979 comuni, 55 comuni etnici e 235 sottodistretti).

## Economia

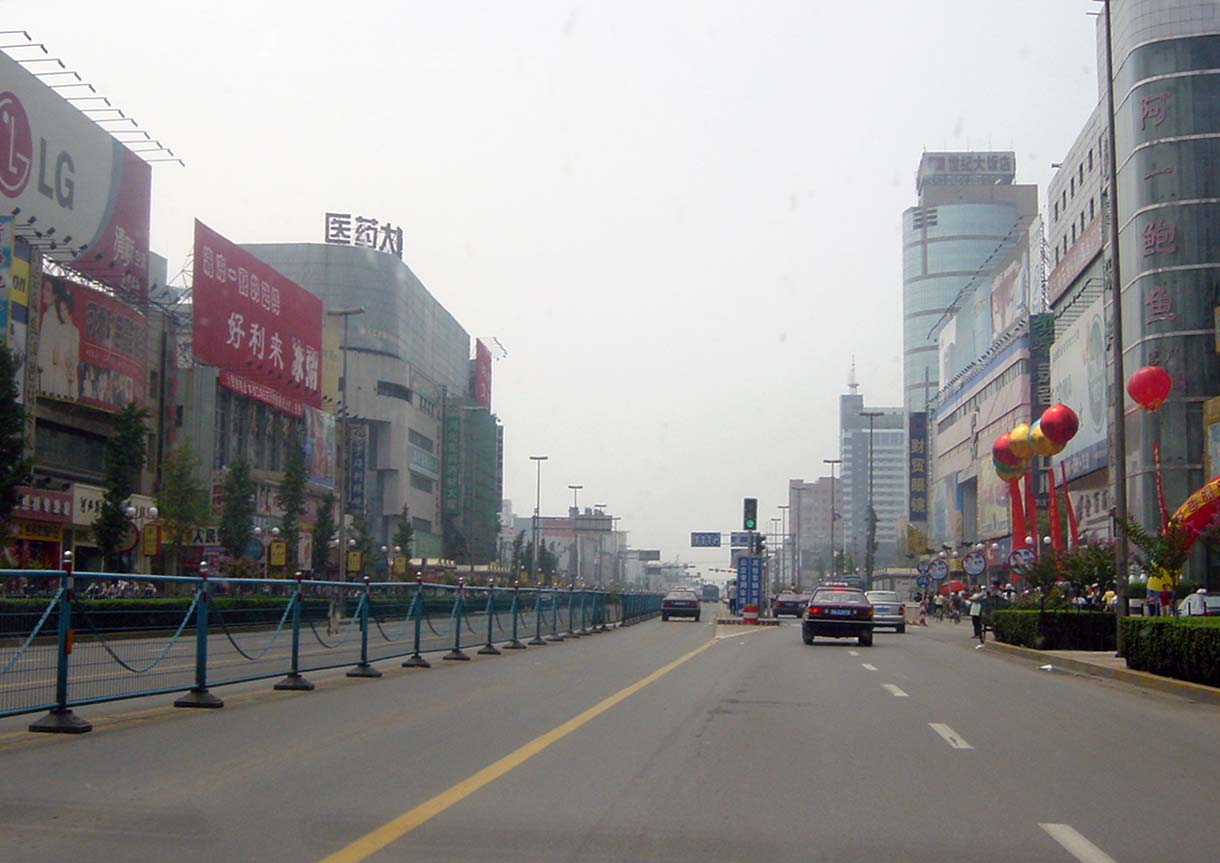
Centro della città di Shijiazhuang.

Nel 2004, il PIL dell'Hebei era di 883,69 miliardi di yuan (109,6 miliardi di dollari) in aumento del 12,9% rispetto all'anno precedente, il che lo rendeva la sesta regione più produttiva della RPC. Il PIL pro capite ha raggiunto 13.017 Renminbi. Il reddito disponibile pro capite nelle aree urbane era di 7951 RMB, mentre il reddito pro capite nelle aree rurali era 3171 RMB. Il settore primario, secondario e terziario dell'industria hanno prodotto rispettivamente 137,04 miliardi, 470,34 miliardi e 276,32 miliardi di RMB. Il tasso di disoccupazione registrato era del 4%.
I prodotti agricoli principali dell'Hebei sono i cereali (compreso frumento), mais, miglio e sorgo. Sono anche coltivati prodotti agricoli per l'esportazione come cotone, arachidi, soia e sesamo.
Kailuan, con una storia in 100 anni, è una delle prime miniere di carbone moderne della Cina e rimane una miniera importante con una produzione annuale di oltre 20 milioni di tonnellate. Gran parte dei giacimenti di petrolio del nord della Cina si trovano in Hebei e ci sono inoltre importanti miniere di ferro a Handan e a Qian'an.
Nello Hebei sono presenti l'industria tessile, del carbone, dell'acciaio, del ferro, ingegneristica, chimica, petrolifera, l'industria alimentare e della ceramica.

### Turismo

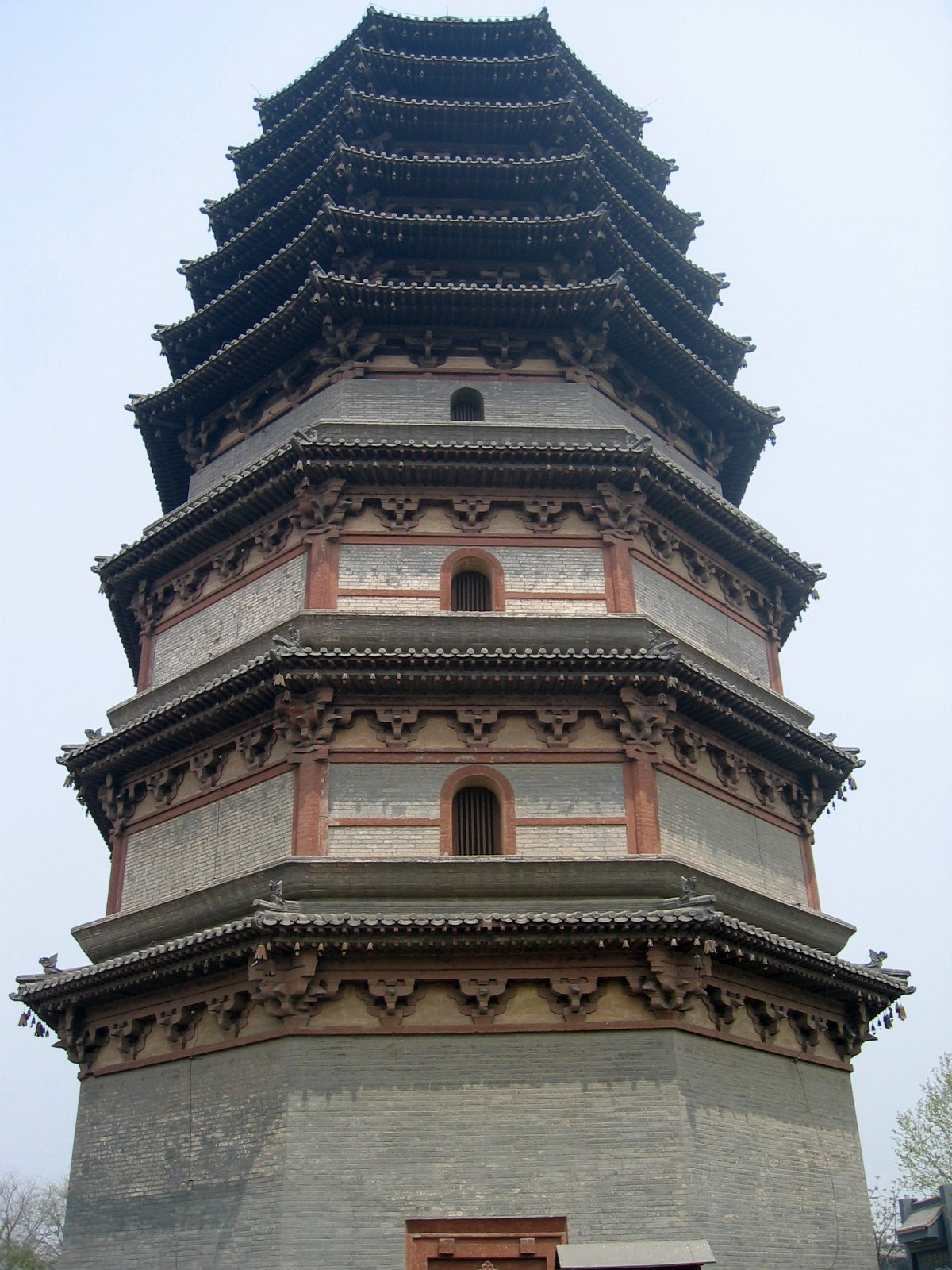
La Pagoda Lingxiao di Zhengding, Provincia dello Hopei, costruita nel 1045 d.C. durante la Dinastia Song.

L'estremità orientale della Grande Muraglia dei Ming è situata sul litorale a Shanhaiguan (Passo dei Mari e dei Monti), vicino a Qinhuangdao. Noto comunemente col nome di "Primo passo del mondo" (天下第一關), Shanhaiguan era il posto in cui Ming Wu Sangui, generale Ming, nel 1644 consentì il passaggio delle forze Mancesi, evento che segnò l'inizio di circa 300 anni di dominazione Mancese. Il passo Shanhai, inoltre, rappresenta il punto di accesso alla Manciuria, tanto che per secoli la Manciuria è stata conosciuta come "al di fuori del passaggio" o "ad est del passaggio". Beidaihe, situata vicino a Shanhaiguan, è una località balneare molto popolare e ben nota. Fino a pochissimi anni fa, era il luogo in cui si recavano in vacanza gli alti funzionari del Partito Comunista Cinese, dando luogo a riunioni informali.
La Grande Muraglia attraversa la parte settentrionale dello Hebei.
La località montana di Chengde e i suoi templi sono un considerati patrimonio dell'umanità dall'UNESCO. Questo luogo, conosciuto anche come "Palazzo di Rehe", era la residenza estiva degli imperatori della Dinastia Qing che si trasferivano qui per sfuggire al caldo estivo della capitale. La residenza di Chengde è stata sviluppata fra il 1703 e il 1792 e consiste di un complesso di palazzi, un grande parco che comprende laghetti, padiglioni, passaggi sopraelevati, ponticelli e di un certo numero di templi buddhisti tibetani e templi Han.
Le tombe imperiali della Dinastia Qing si trovano a Zunhua (tombe orientali Qing) e a Yixian (tombe occidentali Qing). Le tombe orientali sono il luogo di sepoltura di 161 membri della famiglia imperiale Qing, mentre le tombe occidentali comprendono 76 sepolture. Anche queste sono incluse nella lista dei Patrimoni dell'Umanità dell'Unesco.
Il ponte di Anji nella contea di Zhao, costruito da Li Chun durante la Dinastia Sui, è il più antico ponte in pietra con struttura ad arco della Cina ed è uno degli esempi più significativi dell'ingegneria civile cinese pre-moderna.
Baoding, la vecchia capitale provinciale, comprende la residenza del governatore dello Zhili.
Xibaipo, un paese circa 90 chilometri da Shijiazhuang, era la sede principale del Comitato Centrale del Partito Comunista e dell'Esercito Popolare di Liberazione durante le fasi decisive della guerra civile cinese fra il 26 maggio 1948 ed il 23 marzo 1949. Oggi, nella zona vi è un monumento commemorativo.

## Società

### Evoluzione demografica
La popolazione è principalmente cinese Han con le minoranze mongole, Mancesi e Hui.
| Gruppi etnici in Hopei, censimento del 2000 | Gruppi etnici in Hopei, censimento del 2000 | Gruppi etnici in Hopei, censimento del 2000 |
| Nazionalità                                 | Popolazione                                 | Percentuale                                 |
| ------------------------------------------- | ------------------------------------------- | ------------------------------------------- |
| Cinese Han                                  | 63.781.603                                  | 95,65%                                      |
| Manciù                                      | 2.118.711                                   | 3,18%                                       |
| Hui                                         | 542.639                                     | 0,18%                                       |
| Mongoli                                     | 169.887                                     | 0,26%                                       |
| Zhuang                                      | 20.832                                      | 0,031%                                      |

Queste statistiche escludono i membri dell'Esercito Popolare di Liberazione in servizio attivo.
Nel 2004, il tasso di natalità della popolazione era 11,98/1000, mentre il tasso di mortalità della popolazione era 6,19/1000. Il rapporto tra i sessi era 104,52 uomini/100 donne.

## Cultura

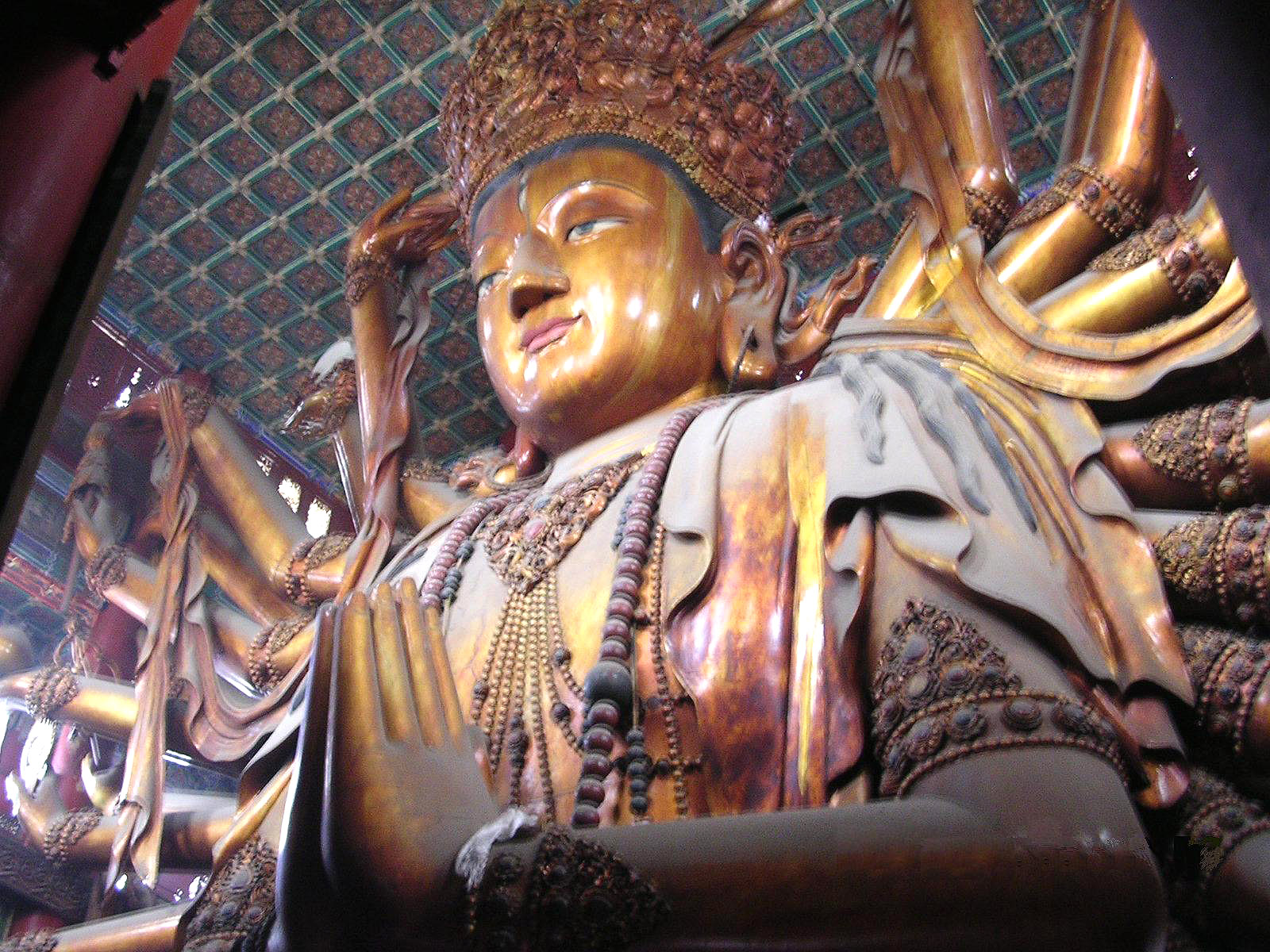
La statua gigante del Bodhisattva nel Tempio di Puning, Chengde, Hebei, costruito nel 1755 sotto l'Imperatore Qianlong.

Vari dialetti sono parlati in tutta la provincia e la maggior parte sono classificati come facenti parte del mandarino di Ji Lu. Nelle regioni lungo il confine occidentale con lo Shanxi, tuttavia, vi sono dialetti abbastanza distinti, considerati dai linguisti come appartenenti alla componente jin, un'altra lingua sinitica, piuttosto che al mandarino. Generalmente, i dialetti dello Hebei sono abbastanza simili al dialetto di Pechino e prontamente comprensibili da chi parla il dialetto di Pechino (北京话), che costituisce la base per il mandarino standard, la lingua ufficiale della nazione. Tuttavia, ci sono alcune chiare differenze, quali quelle nella pronuncia di determinate parole, soprattutto per ciò che riguarda il tono entrante.
Le forme tradizionali dell'Opera Cinese nell'Hebei includono Pingju, Hebei Bangzi e Cangzhou Kuaiban Dagu. Pingju è soprattutto una forma popolare di opera: tende ad essere familiare nella lingua e quindi facile da comprendere per il pubblico. Provenendo dal nordest dello Hopei, Pingju è stato influenzato da altre forme dell'opera cinese come l'Opera di Pechino (京剧). Pingju fa tradizionalmente uso di uno xiaosheng (un giovane ragazzo - personaggio principale), di una xiaodan (giovane ragazza - personaggio principale) e di uno xiaohualian (un personaggio comico e giovane), ma esistono anche altre varianti e altri ruoli.
La Contea di Quyang, in Hebei centrale, è famosa per la Porcellana di Dingzhou, che include vario vasellame quali ciotole, piastre, i vasi e le tazze. La porcellana di Dingzhou è solitamente color bianco panna.
La cucina nell'Hebei è basata tipicamente su frumento, montone e fagioli.
Persone famose nate in Hebei:
- Feng Dao (881-954), ministro confuciano
- Yan Yuan (1635-1704), filosofo confuciano
- Chi Jushan (1876-1962), scrittore ed erudito

## Comunicazioni
L'Hebei circonda l'area di Pechino, così, tante linee ferroviarie importanti che si irradiano dalla capitale attraversano la regione. La ferrovia di Jingguang (Beijing-Guangzhou) è una delle più importanti: attraversa molte città come Baoding, Shijiazhuang, Xingtai e Handan passando da nord a sud dell'Hopei. Altre ferrovie importanti includono la ferrovia di Jingjiu (Beijing-Kowloon), la ferrovia di Jinghu (Beijing-Shanghai), la ferrovia di Jingha (Beijing-Harbin) e la ferrovia di Jingbao (Beijing-Baotou). È in costruzione anche una ferrovia ad alta velocità che collegherà Zhangjiakou con Pechino. 
Il recente boom di superstrade in Cina non ha certo escluso lo Hebei. Ci sono superstrade in molte città con lo status di prefettura (tranne che a Chengde) per un totale di circa 2.000 chilometri. La lunghezza totale delle strade principali all'interno dell'Hopei è di circa 40.000 chilometri.
Lungo la costa del mare di Bohai ci sono un certo numero di porti, compreso Qinhuangdao (il secondo per volume di traffico in Cina con una capacità di oltre 100 milioni di tonnellate di merce), Huanghua e Jingtang. L'aeroporto di Zhengding a Shijiazhuang è il centro del trasporto aereo della provincia, con voli nazionali ed internazionali. Parte della regione sarà servita anche dal nuovo Aeroporto Internazionale di Pechino-Daxing, aperto nel 2019.